# Glossosoma altaicum
Glossosoma altaicum är en nattsländeart som först beskrevs av Martynov 1914.  Glossosoma altaicum ingår i släktet Glossosoma och familjen stenhusnattsländor. Inga underarter finns listade i Catalogue of Life.